# Fort-les-Bains
Fort-les-Bains est un fort français des Pyrénées-Orientales construit en 1670 sur une butte dominant le confluent des rivières Tech et Montdony et la ville des Bains d'Arles (aujourd'hui Amélie-les-Bains) qu'il devait protéger.

## Histoire
L'édifice est bâti initialement sur les plans de Saint-Hilaire en 1670. Vauban y apporte quelques modifications lors de sa tournée d'inspection dans le Roussillon.
Le fort sert un temps de prison d'État notamment pour les responsables de l'affaire des poisons (1682-1683) sous Louis XIV.
Il fait l’objet d’un classement au titre des monuments historiques depuis le 18 décembre 1909. Aussitôt mis en vente, les époux Marc en sont déclarés adjudicataires le lendemain 19 décembre 1909). En effet, Fanny Marc, sculptrice et de santé fragile, trouve à Amélie-les-Bains un climat qui lui convient.
À cause du classement elle peut seulement embellir le jardin et installer une verrière semi-circulaire pour ses activités artistiques, peinture et sculpture. Une observation relative à cette verrière reste sans suite lorsqu'elle peut prouver que cette verrière provenait d'une maison de Victor Hugo des environs de Paris.
Une offre de sa part pour laisser le Fort à la Ville pour en faire une colonie de vacances ne reçoit pas de suite. Après le décès de son époux, elle fait don du Fort le 6 juin 1934 à la Société des blessés du poumon comme lieu de vacances pour ces blessés et leurs enfants. Elle laisse le Fort à la garde de son fidèle ami écossais Mr Watson jusqu'à son décès survenu à Nice le 1er mai 1937.
La vétusté, le manque d'hygiène et de moyens entraînent la fermeture du site dans les années 1960. La propriété, abandonnée, est pillée et dévastée. En l'an 2000 la Chaîne Thermale du Soleil, nouveau propriétaire, entreprend de menus travaux de réhabilitation.

## Toponymie
Le fort tire son nom de celui pris par le territoire sur lequel il se situe, jadis Les Bains d'Arles, devenu Fort-les-Bains après la construction du fort en 1670, et dénommé Amélie-les-Bains depuis 1840.

## Personnalités
Avant 1715, Joseph Sanguinet est chirurgien major du fort des Bains. Sa petite-fille, Raphaëlle Roillet (1723-1761) est la trisaïeule du géographe Paul Vidal de La Blache.